# آلبرتو اسپانولی
آلبرتو اسپانولی (انگلیسی: Alberto Spagnoli؛ زادهٔ ۲ اکتبر ۱۹۹۴) بازیکن فوتبال اهل ایتالیا است.